# Batalla de Tal Abyad (2013)
La Batalla de Tal Abyad (2013) fue un conflicto armado acaecido en julio de ese año en el que el Partido de la Unión Democrática (PYD), las YPG e YPJ, por un lado, y el Frente Al-Nusra (rama siria de Al Qaeda), el Estado Islámico de Irak y el Levante (EIIL) y Ahrar ash-Sham por el otro, se disputaron el control de la ciudad de Tal Abyad, que también es un paso fronterizo desde y hacia Turquía..

## Desarrollo
El 20 de julio de 2013, El Frente Kurdo detuvo al comandante de al-Nusra Khalaf al-Thiyabi Hallous junto con otros cuatro miembros de dicha organización con el pretexto de que planeaban inmolarse en la Casa del Pueblo, la oficina local del PYD. A raíz de este incidente se produjeron enfrentamientos en la ciudad. Al día siguiente, más de 1000 residentes fueron detenidos por grupos islamistas para forzar a las autoridades kurdas a liberar a los yihadistas de al-Nusra. Todos recuperaron su libertad. Sin embargo, cientos de habitantes abandonaron Tal Abyad.
El 22 de julio, Estado Islámico de Irak y el Levante (EIIL) saqueó y demolió numerosas viviendas pertenecientes a civiles kurdos que habían optado por escapar de la ciudad luego de que sus barrios fueran atacados con tanques y armas pesadas. Más de 10 combatientes de al-Nusra murieron. Las YPG y el Frente Kurdo rodearon el paso fronterizo de Akçakale, que prontamente fue cerrado por Turquía. PAra la siguiente semana, el EIIL había derrotado a las fuerzas kurdas y se había hecho con Tal Abyad, obligando a más residentes kurdos a huir de la urbe.